# ニコラ・ド・ピガージュ

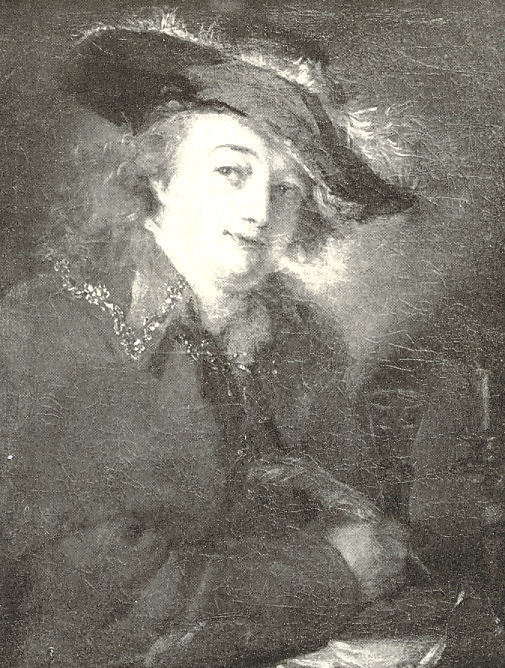
ニコラ・ド・ピガージュ

ニコラ・ド・ピガージュ（Nicolas de Pigage、1723年8月3日 - 1796年7月30日）はフランスの建築家、造園家。
18世紀に、おもにドイツで活躍した。青年期にジェルマン・ボフランの影響を受け、1749年に、カール・テオドールに招かれてラインラントに定住し、街の建設と造園の技監となる。
その後ライン近郊のシュヴェツィンゲンに、トルコ風のミナレットをつけたモスクのある庭園を作庭、幾何学構成から抜け出した、田園風のものになっている。
建築作品には、マンハイムで宮殿の東翼を担当し、また1755年から1757年にかけては、テオドール夫婦の図書室、1755年から1773年にかけて、デュッセルドルフ市南部のベンラートに建築された夏の離宮ベンラート城を、1755年には、ハイデルベルクの旧市街東端にカールス門を設計している。